# Parco nazionale di Luambe
Il parco nazionale di Luambe (in lingua inglese Luambe National Park) è un'area protetta della provincia orientale dello Zambia. Ha una superficie di poco più di 36.000 ettari che ne fanno uno dei parchi nazionali più piccoli del paese.
Situato a nord del celebre parco nazionale di South Luangwa e a sud del parco nazionale di North Luangwa, si trova, come i suoi vicini, nella valle e sulla sponda occidentale del fiume Luangwa, una biforcazione della Grande Fossa Tettonica africana, la Rift Valley. 
Il fiume Luangwa, che non prosciuga mai, ha centinaia di piccoli bracci laterali che trasportano acqua solo durante la stagione delle piogge. Il corso in continua evoluzione di questo fiume continua a formare nuovi argini e lagune, che ospitano un ecosistema caratteristico di questa zona, con flora e fauna uniche.
Il parco nazionale, dalla superficie di circa 36.000 ettari, è costituito principalmente da un altopiano pianeggiante ricoperto in certi luoghi da una fitta vegetazione, da lagune isolate e da foreste di mopane, ma anche da praterie aperte. Si trova a circa 500-700 m sul livello del mare.

## Storia
La leggendaria ricchezza di animali della valle del Luangwa fu talmente devastata dal massiccio bracconaggio degli anni '70 e '80 da far temere che i parchi che vi sorgevano fossero ormai quasi completamente privi di grandi animali. Mentre il parco nazionale di South Luangwa è riuscito a proteggere la sua fauna selvatica, almeno nelle vicinanze dei lodge, grazie al turismo fotografico, il Luambe è rimasto a lungo sottosviluppato a causa della cattiva gestione e della mancanza di strutture turistiche. La mancanza di infrastrutture e la cattiva sorveglianza hanno permesso ai bracconieri di godere di una quasi assoluta libertà di azione.
Dal 2003 al 2011, la CCSC (Communities for Conservation Society), un'iniziativa privata con sede a Colonia, in Germania, in collaborazione con la DNPW (Department of National Parks and Wildlife), ha cercato di migliorare la protezione del parco coinvolgendo la popolazione locale. Dopo alcuni anni, tuttavia, la CCSC si ritirò e il parco fu lasciato a sé stesso. Tuttavia, negli ultimi anni, il turismo nel parco è diventato sempre più sviluppato, e un lodge consente già esclusivi pernottamenti all'interno dell'area protetta.
Grazie alla vicinanza geografica con i parchi nazionali di South e North Luangwa, è ipotizzabile in futuro l'istituzione di un'area protetta che comprenda l'intera valle del Luangwa da estendere fino al Malawi, in maniera simile a quanto si sta facendo con altri parchi transfrontalieri, come ad esempio quello che collegherà il parco nazionale Kruger in Sudafrica, il parco nazionale del Limpopo in Mozambico e il parco nazionale di Gonarezhou nello Zimbabwe.

## Fauna
Tra le specie di predatori presenti nel parco vi sono il leone, il leopardo, la iena macchiata e il licaone, altri carnivori sono il serval, la genetta del capo, il gatto selvatico africano, la civetta africana e alcune specie di mangusta.
Avvistabili anche il puku, l'impala, il facocero, il tragelafo striato, il cobo, l'ippopotamo e la zebra. Più rari gli avvistamenti di gnu della sottospecie Connochaetes taurinus cooksoni, antilope roana, alcelafo di Liechtenstein, antilope alcina, silvicapra e oribi. 
Dal 2018 vi sono stati avvistamenti regolari di giraffe di Thornicroft e risulta in aumento la popolazione di elefanti. 